# G@me
《g@me》은 2003년에 개봉된 일본의 스릴러 영화이다.

## 캐스팅

### 주연
- 후지키 나오히토 - 슌스케 사쿠마 역
- 나카마 유키에 - 치하루 카츠라 역

### 조연
- 이시바시 료
- 우자키 류도
- 이자무